# Jimmy Samuelsson
Jimmy Fredrik Samuelsson (ur. 7 listopada 1976) – szwedzki zapaśnik walczący w stylu klasycznym. Olimpijczyk z Aten 2004, gdzie zajął czwarte miejsce w kategorii 66 kg.
Mistrz świata w 2002, a czwarty w 2001. Czwarty na mistrzostwach Europy w 2001 roku.